# Aphelenchoides
Aphelenchoides – rodzaj nicieni z rodziny Aphelenchoididae.
Przedstawiciele rodzaju:
- Aphelenchoides besseyi - węgorek ryżowiec
- Aphelenchoides fragariae - węgorek truskawkowiec
- Aphelenchoides ritzemabosii - węgorek chryzantemowiec